# Jason Richardson (Leichtathlet)

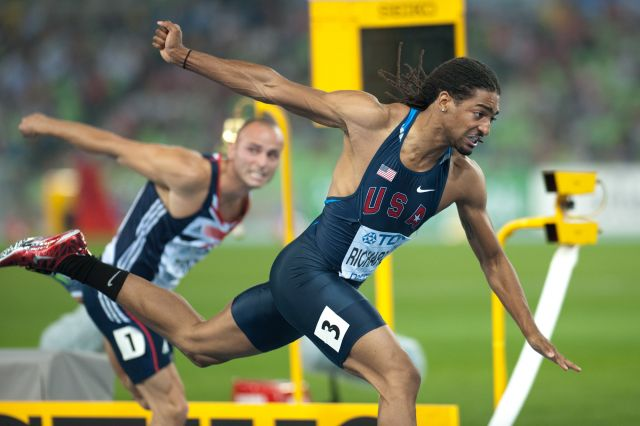
Jason Richardson bei den Weltmeisterschaften 2011

Jason Richardson (Jason Alexander Richardson; * 4. April 1986 in Houston) ist ein US-amerikanischer Hürdenläufer, der sich auf die 110-Meter-Distanz spezialisiert hat. 
Bei den Jugendweltmeisterschaften 2003 in Sherbrooke siegte er über 110 Meter Hürden und 400 Meter Hürden.
2008 wurde er für die University of South Carolina startend NCAA-Meister und siegte bei den U23-NACAC-Meisterschaften.
Als Dritter der US-Meisterschaften qualifizierte er sich 2011 für die Weltmeisterschaften in Daegu, bei denen er sich in  13,16 s den Titel sicherte. Er profitierte dabei von der nachträglichen Disqualifikation des Laufschnellsten Dayron Robles. 
2012 wurde er als Zweiter bei den US-Ausscheidungskämpfen für die Olympischen Spiele in London nominiert, bei denen er die Silbermedaille gewann. Bei den Weltmeisterschaften 2013 in Moskau wurde er Vierter.

## Bestzeiten
- 60 m Hürden (Halle): 7,53 s, 14. März 2008, Fayetteville
- 110 m Hürden: 12,98 s, 30. Juni 2012, Eugene
- 400 m Hürden: 49,79 s, 19. Juni 2004, Raleigh